# Pałac w Skale

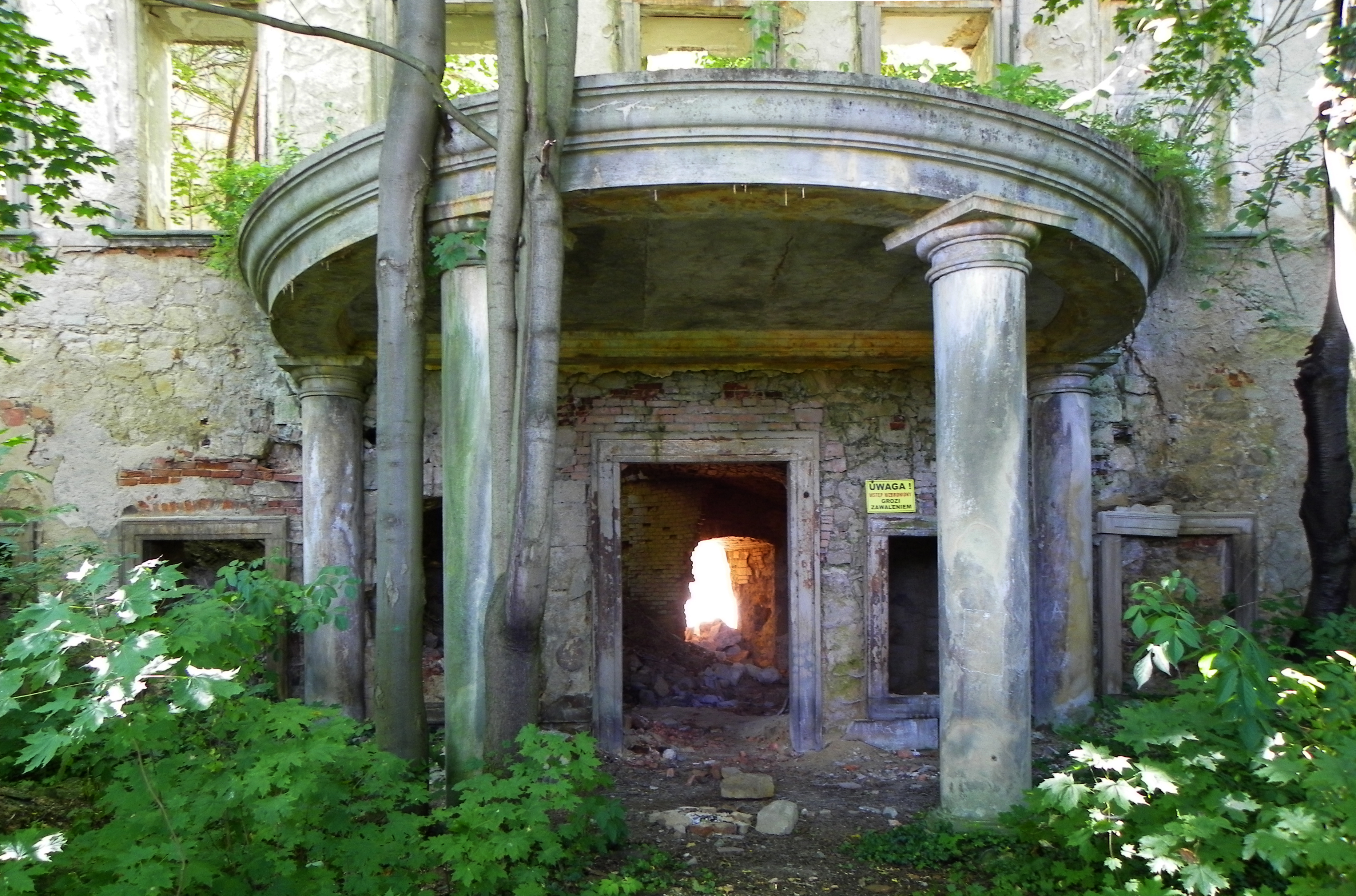
Główne wejście

Pałac w Skale – wybudowany w 1513 r. w Skale jako renesansowy dwór.

## Położenie
Pałac położony jest w Skale – wsi w Polsce, w województwie dolnośląskim, w powiecie lwóweckim, w gminie Lwówek Śląski, na Pogórzu Kaczawskim w Sudetach.

## Historia
Już w XIV wieku istniał tu zamek, wzmiankowany w 1348 r. Został zniszczony przez husytów w 1428 r., w 1513 r. natomiast Adam von Lest zbudował na jego miejscu renesansowy dwór, rozbudowany na początku XVII wieku. Powstała wtedy okazała rezydencja z widokową loggią kolumnową (zamurowaną w XVIII w.) i klatką schodową w wieżowej dobudówce. W drugiej połowie XVII w. dobudowano zachodnie skrzydło i przedłużono główny korpus w kierunku północnym. Dzisiejszy wygląd pałac otrzymał na przełomie XVIII i XIX w.. Nie był najwybitniejszym dziełem architektury, ale uroku dodawało mu położenie na sztucznej skarpie od strony wschodniej. Jego obudowa rozpoczęła się w 2022 r.

## Architektura
Pałac jest trójkondygnacyjną budowlą z kamienia i cegły, zbudowaną na planie podkowy. Część środkowa była nakryta dachem czterospadowym. Budowla jest podpiwniczona, z piwnicami sklepionymi kolebkowo z lunetami kolebkowo-krzyżowo, w jednym z pomieszczeń południowego skrzydła natomiast sklepienie podtrzymuje filar o ściętych narożach z czerwonego piaskowca. Elewacje mają symetryczny układ prostokątnych okien, boniowania w narożach i międzyokienne gzymsy. Główne wejście znajdowało się od wschodu, od strony skarpy poprzedzone kolumnowym portykiem podtrzymującym balkon.

Pałac liczył około 40 pokoi. Dwutraktowy korpus główny miał amfiladowy układ wnętrz od strony wschodniej. Schody prowadzące do piwnic i na I piętro wykonane były z piaskowca, wyżej natomiast były to schody drewniane. Na I piętrze znajdowała się sala balowa, z której wyjście prowadziło na balkon. W sali tej był sufit fasetowy, z motywem wolich oczu, ząbkowania i rozetek. Środek sufitu zdobiła rozeta z liści akantu, otoczona kołem z wici roślinnej. Cztery mniejsze rozety znajdowały się na narożach sali.

W okresie międzywojennym pałac udostępniono publiczności. Z niewielkiego holu w lewo, na piętro prowadziły proste schody. Z małego przedpokoju można było przejść do sali balowej lub, w przeciwnym kierunku, do wschodniego skrzydła. Tu znajdowała się utrzymana w bieli jadalnia, która była największą salą w pałacu. Tutaj znajdowała się także nisza dla dworskiej kapeli. W jadalni znajdował się kominek z szarego marmuru, drobiazgi z Herkulanum i Pompejów, a także kilka obrazów olejnych. W tym samym skrzydle był także tzw. mały salon, pozbawiony cenniejszych przedmiotów, z którego wchodziło się do dawnej biblioteki, której zbiory przepadły jeszcze przed wojną. Została przerobiona na salon, w którym znajdowały się meble obite żółtym, jedwabnym adamaszkiem. Na ścianach wisiały obrazy przedstawiające m.in. Napoleona z hrabiną von Hatzfeld, cesarzową Marię Teresę, księżnę Paulinę żagańską. Z biblioteki przechodziło się do kolejnego salonu i dalej do sypialni księcia, którego łoże stało w niszy, a ściany pokoju pokryte były tapetami w błękitne kwiaty. Obok sypialni znajdował się mały gabinet, w którym uwagę zwracał bogato haftowany złotem dywan, wykonany przez samą królową Luizę, jako prezent spotkania w Skale w 1800 r. Zachodnie skrzydło pałacu rozpoczynało się pokojem przyjęć. Stąd przechodziło się do salonu, w którym marszałek Gebhard Leberecht von Blücher przebywał w 1813 r. Salon ten został przerobiony na zwykłą sypialnię. W skrzydle zachodnim były jeszcze trzy inne sypialnie: księżnej, pokojówki i damy dworu. Na ścianach sypialni tej ostatniej wisiały kolorowe włoskie miedzioryty, przedstawiające sceny alegoryczne i mitologiczne. Pokoje na drugim piętrze w okresie międzywojennym stały zupełnie puste. W XVIII wieku założono od strony wschodniej ogród na tarasach. W XIX w. natomiast powstał romantyczny park od strony zachodniej i południowej. Znalazły się w nim parkowe budowle, a wśród nich chata z mchu, dom z kory, mauzoleum, świątynia Luizy. Znaczenie pałacu jako ośrodka kultury, upadło w drugiej połowie XIX w. wraz ze śmiercią ks. Friedricha Wilhelma Constantina von Hohenzollern-Hechingen i przekazaniem majątku linii Sigmaringen.

Od zachodniej strony pałacu  stworzono piękny park o powierzchni 30 mórg, w którym posadzono wiele egzotycznych drzew i krzewów. Rosną w nim dwa dwustuletnie tulipanowce amerykańskie - Tom i Mustang. Ten drugi uznany jest za pomnik przyrody podobnie jak rosnący obok platan klonolistny o obwodzie 460 cm. W parku stała dwupiętrowa herbaciarnia obłożona korą brzozową, w której książę Konstantyn organizował cotygodniowe spotkania dla gości z okolicznych posiadłości. W pobliżu stał również domek z mchu. Na wzniesieniu naprzeciw zamku znajdowała się wyłożona mozaikami świątynia Luizy. Z pałacu lipową aleją prowadziła ścieżka do Skały z medalionem